# Maria Rosa Candido
Maria Rosa Candido (Auronzo di Cadore, 10 februari 1967 - Schlanders, 18 oktober 1993) was een shorttracker en langebaanschaatsster uit Italië.
Op de Olympische Winterspelen 1988 was shorttrack een demonstratiesport, en Candido reed op de meeste afstanden mee. Het Italiaanse team pakte de eerste plaats op de aflossing, maar omdat het een demonstratiesport was, kregen ze geen medaille. Vier jaar later op de Olympische Winterspelen 1992 reed ze enkel de aflossing, en eindigde als zevende.
In 1988 bezat Candido het record op de 3000 meter shorttrack, dat bijna zeven jaar bleef staan.
Candido eindigde tweemaal als derde op het podium bij de Italiaanse kampioenschappen schaatsen allround.
In oktober 1993 overleed Candido in een autoongeluk, toen de lading van een vrachtwagen viel en op haar auto terecht kwam.

## Records
| Afstand    | Tijd    | Datum           | Baan              |
| ---------- | ------- | --------------- | ----------------- |
| 500 meter  | 45.24   | 2 januari 1988  | Baselga di Piné   |
| 1000 meter | 1:34.96 | 1 februari 1987 | Cortina d'Ampezzo |
| 1500 meter | 2:25.67 | 8 januari 1989  | Baselga di Piné   |
| 3000 meter | 5:06.23 | 7 januari 1989  | Baselga di Piné   |
| 5000 meter | 8:47.42 | 8 januari 1989  | Baselga di Piné   |